# Donnersbach
Donnersbach là một xã cũ thuộc huyện Liezen, bang Steiermark, nước Áo. Đô thị Donnersbach có diện tích 63,35 km², dân số thời điểm cuối năm 2008 là 1135 người.